# Cryptarithme
Un cryptarithme, aussi connu sous les noms d'arithmétique verbale, d'alphamétique et de cryptarithmétique, est un casse-tête numérique et logique qui consiste en une équation mathématique où les lettres représentent des chiffres à trouver.

## Description
L'équation comporte habituellement des opérations mathématiques de base, telles l'addition et la multiplication. L'exemple le plus connu, publié en juillet 1924 dans The Strand Magazine, est dû à Henry Dudeney :
{\displaystyle {\begin{matrix}&&{\text{S}}&{\text{E}}&{\text{N}}&{\text{D}}\\+&&{\text{M}}&{\text{O}}&{\text{R}}&{\text{E}}\\\hline =&{\text{M}}&{\text{O}}&{\text{N}}&{\text{E}}&{\text{Y}}\\\end{matrix}}}
Chaque lettre correspond à un chiffre différent et le premier chiffre de chaque nombre est différent de zéro. Idéalement, le casse-tête doit avoir une solution unique.
La solution est O = 0, M = 1, Y = 2, E = 5, N = 6, D = 7, R = 8 et S = 9. Une méthode de résolution détaillée est décrite plus bas.

## Historique
Ce casse-tête est relativement ancien et son inventeur est inconnu. Par exemple, le magazine The American Agriculturalist de 1864 démontre que ce n'est pas Sam Loyd, un spécialiste américain de casse-têtes mathématiques, qui a développé ce casse-tête. Le nom crypt-arithmétique est dû au Belge Minos qui en fait le premier usage en mai 1931 dans Sphinx, un magazine belge de mathématiques ludiques. En 1955, James Alston Hope Hunter introduit le mot « alphametic » pour identifier des cryptarithmes dont les lettres forment des mots ou des phrases intelligibles.

## Résolution
Pour résoudre à la main un cryptarithme, il faut faire des déductions astucieuses et une recherche extensive parmi les possibilités. Par exemple, dans l'exemple fourni au début de l'article, le M du résultat est 1, puisqu'il s'agit de la retenue de la somme de deux chiffres. Il est donc logique d'estimer que S=9 ou S=8, puisque ce sont les deux seuls nombres qui peuvent donner une retenue lorsqu'additionnés à M=1 ou M=2 (de M O R E).

L'utilisation de l'arithmétique modulaire peut aider à résoudre. En particulier, la réduction par 9 est souvent utile. Toujours dans l'exemple, ce principe affirme que S+E+N+D + M+O+R+E doit égaler M+O+N+E+Y modulo 9, donc S+E+D+R-Y est exactement divisible par 9.
En informatique, les cryptarithmes sont facilement résolubles à l'aide du retour sur trace. Ils servent aussi en tant qu'application pédagogique pour analyser les performances des algorithmes qui génèrent les permutations de n objets.

## Exemples
Voici les plus beaux exemples en français (compilés par Naoyuki Tamura) et complétés au moyen d'une recherche exhaustive avec tous les nombres :
HUIT + HUIT = SEIZE (8253 + 8253 = 16506 et 9254 + 9254 = 18508)
UN + UN + NEUF = ONZE (81 + 81 + 1987 = 2149)
CINQ + CINQ + VINGT = TRENTE (6483 + 6483 + 94851 = 107817)
ZERO + NEUF + NEUF + DOUZE = TRENTE (9206 + 3257 + 3257 + 86592 = 102312)
ZERO + ZERO + ZERO + UN + DOUZE = TREIZE (9506 + 9506 + 9506 + 82 + 76895 = 105495)
ZERO + ZERO + SEPT + SEPT + SEIZE = TRENTE (6904 + 6904 + 7921 + 7921 + 79869 = 109519)
ZERO + UN + TROIS + ONZE + QUINZE = TRENTE (7139 + 68 + 53902 + 9871 + 460871 = 531851)
ZERO + TROIS + TROIS + TROIS + SEPT = SEIZE (4273 + 17356 + 17356 + 17356 + 6201 = 62542)
ZERO + TROIS + TROIS + DOUZE + DOUZE = TRENTE (3496 + 19625 + 19625 + 76034 + 76034 = 194814)
ZERO + QUATRE + QUATRE + ONZE + ONZE = TRENTE (4876 + 130278 + 130278 + 6548 + 6548 = 278528)
UN + UN + QUATRE + DOUZE + DOUZE = TRENTE (59 + 59 + 652801 + 74531 + 74531 = 801981)
UN + DEUX + DEUX + DEUX + DEUX = NEUF (25 + 1326 + 1326 + 1326 + 1326 = 5329)
UN + QUATRE + CINQ + CINQ + QUINZE = TRENTE (50 + 356724 + 8103 + 8103 + 351094 = 724074)
TROIS + TROIS + TROIS + CINQ + SEIZE = TRENTE (14509 + 14509 + 14509 + 7063 + 98028 = 148618)
QUATRE + QUATRE + QUATRE + NEUF + NEUF = TRENTE (172536 + 172536 + 172536 + 9674 + 9674 = 536956)
3 × MOT = TOM - 1.